# 4757 Liselotte
4757 Liselotte è un asteroide della fascia principale. Scoperto nel 1973, presenta un'orbita caratterizzata da un semiasse maggiore pari a 3,9475792 UA e da un'eccentricità di 0,0831686, inclinata di 0,17624° rispetto all'eclittica.